# Highbury (West-Australië)
Highbury is een plaats in de regio Wheatbelt in West-Australië. Het ligt langs de Great Southern Highway, 208 kilometer ten zuidoosten van Perth, 190 kilometer ten oosten van Bunbury en 16 kilometer ten zuiden van Narrogin.

## Geschiedenis
Ten tijde van de Europese kolonisatie leefden de Wiilman Nyungah Aborigines in de streek.
De eerste Europeanen die zich in de streek vestigden waren schapenherders. Tussen de jaren 1850 en 1890 namen enkele kolonisten pastorale leases in de streek op. De sectie van de Great Southern Railway tussen Beverley en Albany werd in 1889 geopend. Na de goedkeuring van de 'Homestead Act' van 1893 werden in de streek kleine boerderijen ontwikkeld.
Langs de Great Southern Railway, nabij een waterpoel in de rivier de Arthur, werd in 1894 een nevenspoor aangelegd. Het nevenspoor werd Wolwolling genoemd, naar de Aboriginesnaam voor de waterpoel. In 1902 werd er een winkel geopend die vanaf 1904 ook als officieel postkantoor dienst deed. Nog in 1904 werd het Highbury Hotel geopend. Het jaar erop werd een schooltje geopend dat tot 1946 zou open blijven.
In 1905 werd het dorp Wolwolling aan het nevenspoor gesticht en ernaar vernoemd. De plaatselijke bevolking vroeg om het dorp te hernoemen. Er zouden namelijk te veel poststukken verloren gaan door gelijkluidende dorpsnamen elders. In 1906 werd de naam van het dorp in Highbury veranderd. Vermoedelijk is het een verwijzing naar een gelijknamig Engels dorp. Dat jaar werd ook een gemeenschapszaal geopend, de 'Highbury Hall'.
Rond 1933 plaatste de Co-operative Bulk Handling Group een graansilo aan het het nevenspoor. In 1963 werd de silo door een nieuwe installatie vervangen.

## 21e eeuw
Highbury maakt deel uit van het landbouwdistrict Shire of Narrogin. Het is geen verzamel- en ophaalpunt meer van de Co-operative Bulk Handling Group.
In 2021 telde Highbury 247 inwoners, tegenover 493 in 2006.

## Bezienswaardigheden
Het Dryandra Country Visitor Centre in Narrogin biedt informatie over de bezienswaardigheden in het district. In Highbury kan men op de Wolwolling Pool watersporten of er rondwandelen en orchideeën bekijken.

## Transport
Highbury ligt langs de Great Southern Highway die Perth, langs York, met Albany verbindt.

## Klimaat
Highbury kent een warm mediterraan klimaat, Csa volgens de klimaatclassificatie van Köppen. De gemiddelde jaarlijkse temperatuur bedraagt 15,9 °C en de gemiddelde jaarlijkse neerslag ligt rond 428 mm.